# Peter Elvins
Peter Elvins (ur. 11 kwietnia 1933 w Cambridge w stanie Massachusetts, zm. 8 kwietnia 2004), amerykański śpiewak operowy (bas).
Od młodych lat był zafascynowany operą. Jako 15-latek należał do chóru Chautauqua Opera Company w Nowym Jorku. W 1955 ukończył z wyróżnieniem filologię angielską na Harvard University; służył w wojsku i był jednym z pierwszych członków Chóru Armii USA.
Kształcił swoje umiejętności śpiewacze pod kierunkiem żony, Anny Gabrieli (byli małżeństwem od 1957); od końca lat 50. zawodowy artysta opery, występował przez kilka lat we Włoszech i innych krajach europejskich (Hiszpania, Austria, Niemcy, Belgia). Po powrocie do USA członek zespołów operowych w Nowym Jorku, Bostonie, San Francisco i Connecticut.
Zajmował się również pracą pedagogiczną oraz popularyzacją opery. Powodem śmierci był nawrót choroby nowotworowej (rak przełyku).